# Rosenberg (Texas)
Rosenberg è un comune (city) degli Stati Uniti d'America della contea di Fort Bend nello Stato del Texas. La popolazione era di 30.618 abitanti al censimento del 2010. Si trova all'interno dell'area metropolitana di Houston-The Woodlands-Sugar Land.

## Geografia fisica
Rosenberg è situata a 29°33′09″N 95°48′18″W (29.552388, -95.804899).
Secondo lo United States Census Bureau, la città ha una superficie totale di 58,37 km², dei quali 58,23 km² di territorio e 0,15 km² di acque interne (0,25% del totale).

## Società

### Evoluzione demografica
Secondo il censimento del 2010, la popolazione era di 30.618 abitanti.

### Etnie e minoranze straniere
Secondo il censimento del 2010, la composizione etnica della città era formata dal 61,11% di bianchi, il 13,36% di afroamericani, lo 0,57% di nativi americani, lo 0,98% di asiatici, lo 0,05% di oceanici, il 20,92% di altre razze, e il 3,01% di due o più etnie. Ispanici o latinos di qualunque razza erano il 60,32% della popolazione.